# Tobermorite
La tobermorite est un minéral, silicate de calcium hydraté de formule chimique : Ca5Si6O16(OH)2·4H2O ou Ca5Si6(O,OH)18·5H2O.

## Typologie et origine
On distingue deux variétés structurales : la tobermorite-11 Å et la tobermorite-14 Å. La tobermorite se trouve dans la pâte de ciment hydratée et peut être trouvée dans la nature comme minéral d'altération dans le calcaire métamorphosé et le skarn. Il a été signalé dans la région de Maqarin au nord de la Jordanie et dans la carrière de Crestmore près de Crestmore Heights, dans le comté de Riverside, en Californie.
La tobermorite a été décrite pour la première fois en 1880 pour une occurrence en Écosse, sur l'île de Mull, autour de la localité de Tobermory. 

## Utilisation dans le béton romain
La tobermorite à substitution d'aluminium[pas clair] est considérée comme un ingrédient clé de la longévité du béton romain sous-marin ancien. Les cendres volcaniques que les Romains utilisaient pour la construction des digues contenaient de la phillipsite[Quoi ?], et une interaction avec l'eau de mer a en fait provoqué l'expansion et le renforcement des structures cristallines du mortier, rendant ce matériau beaucoup plus durable que le béton moderne lorsqu'il est exposé à l'eau de mer,,.

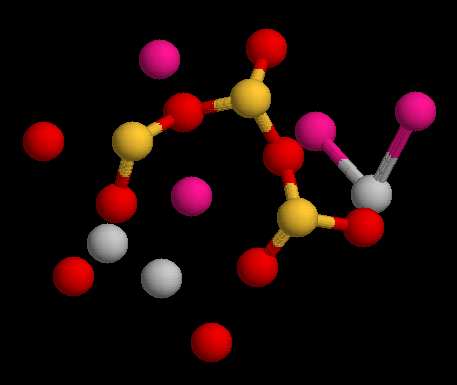
Structure cristalline de la tobermorite : unité de maille élémentaire.

## Chimie du ciment
La tobermorite est souvent utilisée dans les calculs thermodynamiques pour représenter le pôle de silicate de calcium hydraté (C-S-H) le plus évolué[pas clair]. La valeur de son rapport Ca/Si ou CaO/SiO2 (C/S) est de 0,83 (5/6)[pas clair]. La jennite représente le pôle le moins évolué avec un rapport C/S de 1,5 (9/6)[pas clair].